# 쇼텐사카 정류장
쇼텐사카 정류장(일본어: 聖天坂停留場, しょうてんさかていりゅうじょう)은 일본 오사카부 오사카시 니시나리구에 있는 한카이 전기 궤도의 정류장이다. 역 번호는 HN57이다.

## 역사
- 1911년 12월 1일: 한카이 전기 궤도(구) 에비스초 ~ 이치노초(현, 오쇼코지) 구간 개통 시에 개업.
- 1915년 6월 21일: 회사 합병으로 난카이 철도의 정거장이 됨.
- 1944년 6월 1일: 회사 합병으로 긴키 닛폰 철도의 정거장이 됨.
- 1947년 6월 1일: 노선 양도로 인하여 난카이 전기철도 정거장이 됨.
- 1980년 12월 1일: 노선 양도로 한카이 전기 궤도의 정거장이 됨.

## 정류장 구조
전용 궤도 상의 지상역으로 단선 승강장의 구조이지만 일반적인 상대식 승강장과 달리 승강장이 선로 옆과 선로 가운데에 하나씩 있는 구조로 배치되어 있다. 승강장은 상하선 모두 건널목 바로 앞에 배치되어 있다.

## 역 주변
- 덴진노모리 공원
- 덴가차야 공원
- 오사카 시립 세이메이가오카 초등학교
- 쇼텐 산

## 사진

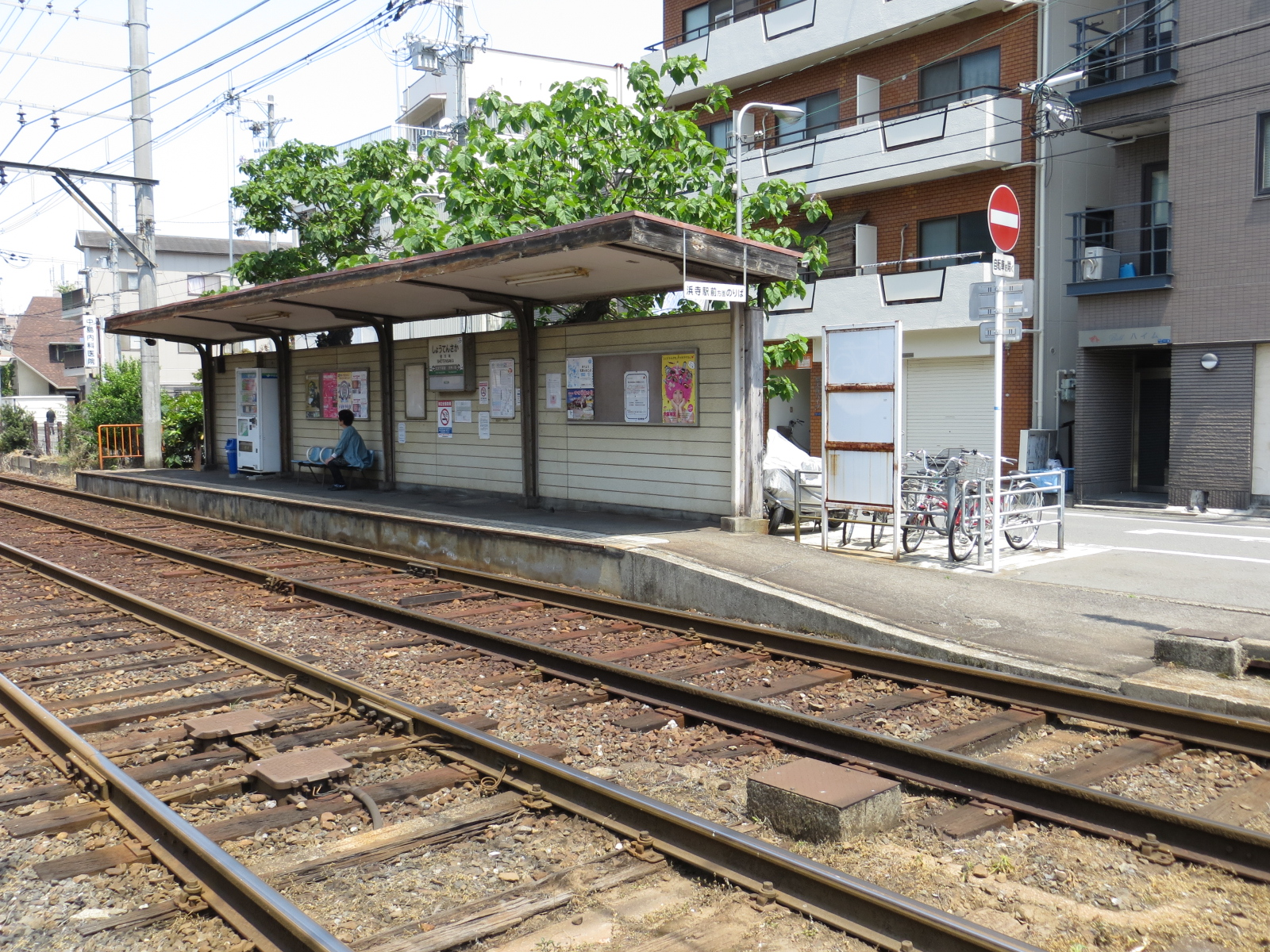
하마데라에키마에 방향 플랫폼
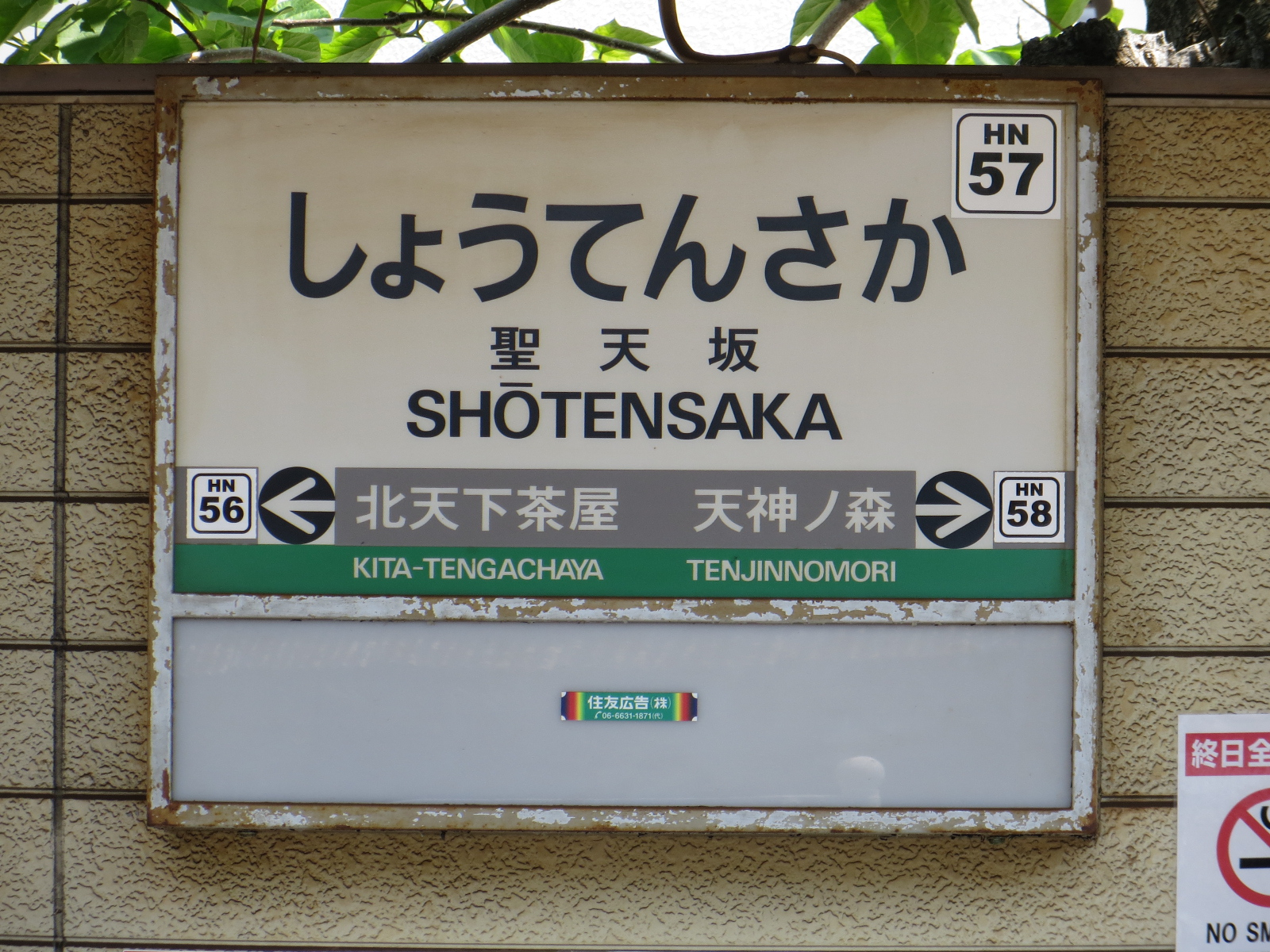
역명판

## 인접역
| 한카이 전기 궤도 ■ 한카이 선    | 한카이 전기 궤도 ■ 한카이 선 | 한카이 전기 궤도 ■ 한카이 선          |
| ------------------------------- | ---------------------------- | ------------------------------------- |
| HN56 기타텐가차야 에비스초 방면 |                              | 덴진노모리 HN58 하마데라에키마에 방면 |